# Gurubira erythromos
Gurubira erythromos är en skalbaggsart som beskrevs av Dilma Solange Napp och Elineide E. Marques 1999. Gurubira erythromos ingår i släktet Gurubira och familjen långhorningar. Inga underarter finns listade i Catalogue of Life.